# Daniel Tagoe
Daniel Nii Armah Tagoe (Accra, 3 marzo 1986) è un calciatore ghanese naturalizzato kirghiso, difensore del Dušanbe-83 e della nazionale kirghisa.

## Carriera

### Nazionale
Con la nazionale kirghisa ha preso parte alla Coppa d'Asia 2019.

## Statistiche

### Cronologia presenze e reti in nazionale
| Cronologia completa delle presenze e delle reti in nazionale ― Kirghizistan | Cronologia completa delle presenze e delle reti in nazionale ― Kirghizistan | Cronologia completa delle presenze e delle reti in nazionale ― Kirghizistan | Cronologia completa delle presenze e delle reti in nazionale ― Kirghizistan | Cronologia completa delle presenze e delle reti in nazionale ― Kirghizistan | Cronologia completa delle presenze e delle reti in nazionale ― Kirghizistan | Cronologia completa delle presenze e delle reti in nazionale ― Kirghizistan | Cronologia completa delle presenze e delle reti in nazionale ― Kirghizistan |
| Data                                                                        | Città                                                                       | In casa                                                                     | Risultato                                                                   | Ospiti                                                                      | Competizione                                                                | Reti                                                                        | Note                                                                        |
| --------------------------------------------------------------------------- | --------------------------------------------------------------------------- | --------------------------------------------------------------------------- | --------------------------------------------------------------------------- | --------------------------------------------------------------------------- | --------------------------------------------------------------------------- | --------------------------------------------------------------------------- | --------------------------------------------------------------------------- |
| 07-01-2019                                                                  | al-'Ayn                                                                     | Cina                                                                        | 2 – 1                                                                       | Kirghizistan                                                                | Coppa d'Asia 2019 - 1º turno                                                | -                                                                           |                                                                             |
| 11-01-2019                                                                  | al-'Ayn                                                                     | Kirghizistan                                                                | 0 – 1                                                                       | Corea del Sud                                                               | Coppa d'Asia 2019 - 1º turno                                                | -                                                                           |                                                                             |
| Totale                                                                      |                                                                             | Presenze                                                                    | 2                                                                           |                                                                             | Reti                                                                        | 0                                                                           |                                                                             |

## Palmarès

### Club

#### Competizioni nazionali
- Vysshaja Liga: 8

Dordoi Biškek: 2007, 2008, 2009, 2011, 2012, 2014, 2018, 2019
- Coppa del Kirghizistan: 7

Dordoi Biškek: 2008, 2010, 2012, 2014, 2016, 2017, 2018

#### Competizioni internazionali
- Coppa del Presidente dell'AFC: 1

Dordoi Biškek: 2007